# Гершензон, Герш Меерович
Герш Меерович Гершензон (Ихил-Герш Меерович, нем. Hermann (Jechiel Hirsch) Herschensohn — Герман Гершензон; 14 июня 1829, Оргеев, Кишинёвский уезд или Скуляны, Ясский уезд, Бессарабская область — 12 февраля 1912, Лейпциг) — немецкий миссионер, авантюрист, литератор-публицист, религиозный писатель
, переводчик. Один из родоначальников мессианского иудаизма.
Публиковался под множеством вариантов имён и псевдонимов, в том числе Jechiel Lichtenstein (Иехиел Лихтенштейн), Jechiel Zebi Hirschensohn, Jechiel Hirsch Hirschensohn, Иехиел Цви Лихтенштейн, יחיאל צבי במהר"ם (Иехиел Цви бен Махарам), Иехиел Цви Лихтенштейн-Гершензон, ה. אבן צה"ר (Г. Эвен-Цохар), יחיאל צבי הירשענזאהן (Иехиел Цви Гершензон). 

## Биография
Вырос в Оргееве, где его отец Меер Гершкович Гершензон (1795—?) был купцом третьей гильдии. Мать — Гитл Гершензон (1807 — не позднее 1848). Уже в детские годы проявил необычайные познания в еврейской религиозной литературе. Намереваясь стать раввином в Оргееве, увлёкся идеями Гаскалы. К семнадцати годам уже был женат в Оргееве, но жена умерла в молодом возрасте, оставив ему сына и дочь. На протяжении нескольких лет странствовал по еврейским местечкам Галиции, учился в различных ешивах хасидского толка, после чего поселился в Галаце (1850), где познакомился с миссионерами и в 1855 году уже в Яссах принял христианство. В 1867 году переехал в Берлин, где занимался миссионерской деятельностью; в 1872 году вновь принял крещение — на этот раз в Лондоне под руководством Генри Аарона Стерна из «London Society for Promoting Christianity Amongst the Jews». В 1878 году под видом хасида ездил по Российской империи, потом вновь появился в Оргееве под видом чудотворца, но был раскрыт как миссионер и бежал из города, продолжая выдавать себя за хасида. В 1881 году учился на раввина или даже получил раввинское звание в Подолии, но занялся торговлей, в 1882 году поселился в Одессе, потом жил в Лейпциге и в 1885 году в Киеве, где был снова раскрыт как миссионер и был вынужден возвратиться в Германию. Сделал безуспешную попытку основать мессианскую иудео-христианскую общину в Скулянах, некоторое время учился в любавической хасидской ешиве в Лядах. 
Написал религиозный трактат «Дерех ха-кодеш» (Путь святости), приобретший известность среди приверженцев хасидизма в Галиции и Подолии. Опубликовал книгу «Шева ха-хамот шебеталмуд умидраш» (Семь премудростей Талмуда и Мидрашей, Лемберг, 1883 — 240 с.), в котором рассматривал отношение талмудической литературы к научным знаниям. Одновременно под различными псевдонимами писал миссионерские работы на иврите и немецком языке — «Хазак эмунот эмет» (Сила веры в истину), «Толдот Иешуа ха-машиях» (История мессии Иисуса), «Лимудей ха-невиим» (Учения пророков, 1868), «Беур лесифре» (Обяснение сифры), «Брит ха-хадаша» (Новый Завет, комментарии), «Маасе ха-шелухим» (Повествование об апостолах), «Мегалэ Сод» (Секретный свиток, Будапешт, 1906, под именем Hermann Herschensohn), «Der Talmud auf der Anklagebank durch einen begeisterten Verehrer des Judenthums» (под псевдонимом Jechiel Lichtenstein, с профессором Г. Дальманом, Будапешт, 1886), многотомные комментарии на Новый Завет (1891—1904), а также множество памфлетов, распространяемых миссионерами на немецком, английском, французском, венгерском, идише и русском языках. Перевёл на идиш библейские Книги пророков и Писания, а также на иврит Новый Завет (1877, совместно с Францем Деличем) и книгу самого Делича «Jesus und Hillel» (1866). Сотрудничал в миссионерском периодическом издании на иврите «Брит ам» (Завет народа). Будучи широко образованным человеком, был известен в миссионерской среде как «Ребе». В своих трудах пытался сочетать кабалистический мистицизм с учением Нового Завета.
С 1885 года и до конца жизни был сотрудником лейпцигского Institutum Judaicum, где занимался направленной на иудеев миссионерской деятельностью, вёл семинары и лекции. 
Миссионерские работы Гершензона переиздаются и распространяются миссионерскими организациями до сих пор.
Под влиянием Г. М. Гершензона сформировались религиозные воззрения проповедника и миссионера И. Д. Рабиновича, чья сестра стала второй женой Гершензона.